# The Troubadour
The Troubadour — легендарный ночной клуб, расположенный в Западном Голливуде на бульваре Санта-Моника, рядом с границей районов Западный Голливуд и Беверли-Хиллз. Он был основан Дагом Уэстоном в 1957 году и существует до сих пор.

## История
Заведение под названием The Troubadour было открыто Дагом Уэстоном в 1950-х года на Сансет-стрип в Западном Голливуде, поначалу оно была всего лишь кофейней. В 1957 году владелец перенёс The Troubadour на бульвар Санта-Моника и заведение стало позиционироваться как музыкальный ночной клуб. В 1960-х годах The Troubadour был центром фолк-культуры, в нём выступали Боб Дилан, Нил Янг, Джони Митчелл и другие исполнители. По настоянию Дага Уэстона электронные инструменты не звучали на сцене клуба вплоть до 1967 года. В 1970-х молодые музыканты выстраивались в очередь, чтобы дать 15-минутное выступление в The Troubadour. В этот период клуб сыграл важную роль в становлении и развитии музыкальной карьеры Тома Уэйтса, Леонарда Коэна и Элтона Джона. В 1980-х The Troubadour стал центром культуры хэви- и глэм-метала. Здесь начинали такие группы как Mötley Crüe, W.A.S.P. и Guns N’ Roses. В 1999 году умер основатель The Troubadour Даг Уэстон, но клуб не прекратил своего существования. В 2009 году NBC наградил его титулом «Лучшее место в Лос-Анджелесе», а в 2010 году таблоид LA Weekly — «лучшим рок-баром в Лос-Анджелесе». The Troubadour продолжает принимать в своих стенах как начинающих, так и признанных музыкантов по сей день.

## Хронология
- 1957 — Ленни Брюса арестовывают за непристойное поведение, что обеспечивает клубу скандальную славу[4][5][6]. Шерман Блок, один из офицеров, участвовавших в задержании, впоследствии стал шерифом округа Лос-Анджелес[4].
- 1964 — фолк-музыкант Боб Дилан даёт импровизированное выступление для сотрудников The Troubadour[5]. Вскоре после этого исполнитель дезертирует в электрический рок[6].
- 1966 — дебютное выступление психоделической фолк-рок группы Buffalo Springfield[5].
- 1969 — в The Troubadour состоялся первый сольный концерт Нила Янга в Лос-Анджелесе[5].
- 1970 — британец Элтон Джон впервые выступает в США[5][7]. Дженис Джоплин проводит последнюю ночь в своей жизни в The Troubadour, на следующее утро её находят мёртвой в отеле Лэндмарк от передозировки героина[5][8].
- 1971 — первое джазовое выступление Тома Уэйтса в The Troubadour приносит ему 25 долларов[9]. Впоследствии, на одном из концертов Тома в клубе оказывается местный музыкальный менеджер Херб Коэн, который заключает с Томом контракт[6].
- 1973 — дебютное выступление соул-трио The Pointer Sisters[5], Ван Моррисон записывает в The Troubadour концертный альбом It’s Too Late to Stop Now…[5].
- 1974 — Джона Леннона и Гарри Нилсона изгоняют из The Troubadour за оскорбление выступающей группы Smothers Brothers[5][6][10].
- 1975 — Вилли Нельсон исполняет песни со своего нового альбома Red Headed Stranger в прямом эфире[5]. Леонард Коэн выступает в The Troubadour пять ночей кряду и встречает Боба Дилана и продюсера Фила Спектора[5]. Впоследствии Спектор спродюсировал альбом канадца Death of a Ladies’ Man, а Дилан принял участие в записи одной из песен.
- 1976 — Чарльз Буковски во время публичного чтения в клубе встречает свою будущую жену Линду Ли Бейли[5][11].
- 1978 — дебютный концерт нью-вейв группы The Knack с участием приглашённых гостей Тома Петти, Рэя Манзарека и Стивена Стилза (Crosby, Stills, Nash and Young)[5].
- 1979 — Eagles посвящают The Troubadour песню «Sad Cafe», которая выходит на альбоме The Long Run[5].
- 1985 — в The Troubadour проходит дебютное выступление хэви-метал группы Guns N’ Roses[5][12]. Там же группу встречает продюсер Дэфид Гиффен, с которым Guns N’ Roses заключают контракт[12].
- 1996 — Элвис Костелло и Стив Нив записывают концертный альбом Live at The Troubadour[5].
- 1999 — одно из последних совместных госпел выступлений Джонни Кэша и его супруги Джун Картер Кэш[5].
- 2001 — панк исполнитель Джо Страммер играет последний концерт в Лос-Анджелесе, гаражная группа The White Stripes представляет свой альбом White Blood Cells[5].
- 2006 — фанк-рок группа Red Hot Chili Peppers представляет в The Troubadour свой новый альбом Stadium Arcadium[5].
- 2008 — первое выступление кантри/сатерн-рок группы Mudcrutch, в состав которой входят участники блюз/хартленд-рок группы Tom Petty and the Heartbreakers[5]. Первый за 20 лет американский концерт пост-панк и готик-рок коллектива The Cure[5].

## Цитаты
- «Если у тебя аншлаг в „The Troubadour“, считай, дело сделано. Объявляют твоё имя, потом прожектором выхватывают тебя у сигаретного автомата и ведут пучком света прямо на сцену. А после тебя на сцену голышом выйдет Даг и прочтёт „Любовную песню Дж. Альфреда Пруфрока“.» — Том Уэйтс[6]
- «„The Troubadour“ был первым местом, куда я отправился, приехав в Лос-Анджелес. Я, конечно, слышал все легенды и знал обо всех, кто там выступал. В первый же вечер я увидел там Грэма Нэша и Нила Янга. Линда Ронстадт стояла в платье а-ля Дейзи Мей. Она была босиком и почёсывала зад. Ну всё, говорю я сам себе, прибыл. Я здесь, я в раю!» — Дон Хенли[6]
- «Грэм Парсонс и Майкл Кларк пьют шампанское, Арло Гатри заигрывает с официанткой, Дженис Джоплин сидит в одиночестве в ночной сорочке с розовым боа и пьёт, Ван Моррисон на кого-то дуется из угла, а Рэнди Ньюман — весь невинность и близорукость.» — Ева Бабиц[6]